# Carignan noir

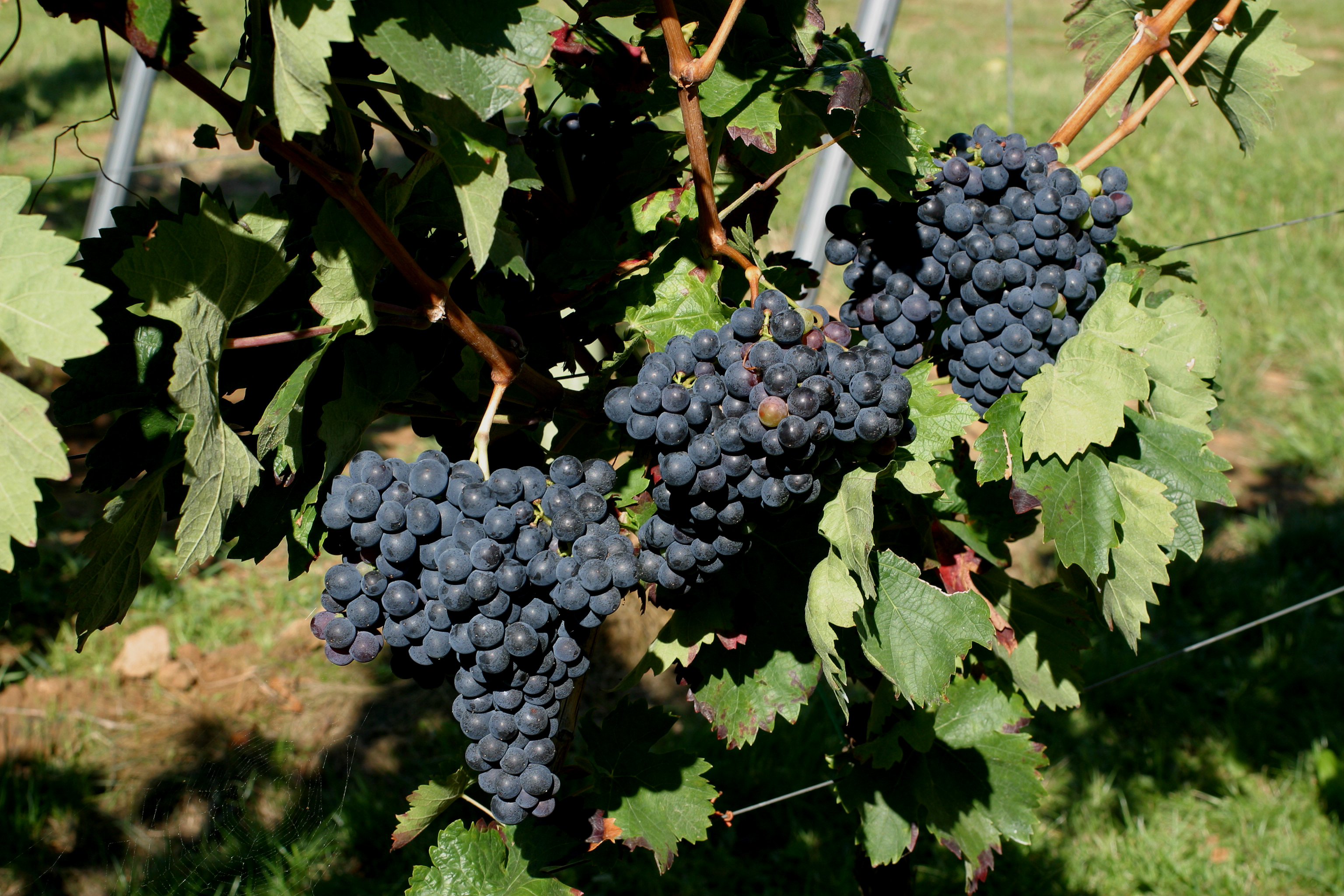
Carignan Noir

Carignan ist eine Rotweinsorte, die traditionell in Frankreich (im Midi, im Languedoc und in der Provence), und außerdem in Spanien, Algerien, Israel und Kalifornien angebaut wird.
Sie ist die zwölfthäufigst angebaute rote Rebsorte der Welt. Sie heißt in Italien Carignano, in Spanien Cariñena, Mazuelo oder Mazuela und wurde mit Cabernet Sauvignon zu Ruby Cabernet gekreuzt, der wiederum in Kalifornien berühmt wurde.

## Herkunft, Abstammung
Ursprünglich stammt sie aus Aragonien (Spanien), ihren Namen hat sie von der Stadt Cariñena in der Provinz Saragossa. Dort wurde sie aber vollständig von der Sorte Garnacha verdrängt.
Aus der roten Carignan entstanden die Mutationen Carignan Gris sowie Carignan Blanc.

## Verbreitung
Obwohl die Sorte vor allem in Frankreich massiv gerodet wurde, in der Zeit von 1989 bis 1999 ging die Rebfläche des Carignan allein in Frankreich um 43 % zurück, liegt ihr weltweiter Rebenbestand bei 47.312 ha (2016). Angebaut wird sie neben Frankreich vor allem in Nordafrika, insbesondere in Algerien und Marokko. Weiterer Anbau findet sich in Spanien, Italien, Kalifornien (→ Weinbau in Kalifornien), Mexiko und Chile.
Die weiteste Verbreitung in Frankreich kannte die Rebsorte Carignan im Jahr 1968, als 211.254 Hektar Rebfläche deklariert wurden. Zur gleichen Zeit waren auch in Algerien fast 140.000 Hektar Carignan bekannt. Durch massive Rodung in der Zeit von 1989 bis 2007 ging ihr Bestand dramatisch zurück. Im Jahr 2016 wurde in Frankreich nur noch eine bestockte Rebfläche von 31.760 ha erhoben (Stand 2016). Die Sorte liegt mittlerweile auf Rang 12 der meistverbreiteten Rotweinsorten.
Siehe auch die Artikel Weinbau in Frankreich, Weinbau in Spanien, Weinbau in Italien, Weinbau in Argentinien, Weinbau in Uruguay, Weinbau in Chile (675 Hektar, Stand 2006), Weinbau in Portugal, Weinbau in Algerien und Weinbau in den Vereinigten Staaten (allein in Kalifornien 2.363 acre = 956,3 ha) sowie die Liste von Rebsorten.

## Ampelographische Sortenmerkmale
- Die Triebspitze ist offen. Sie ist weißwollig behaart und rötlich gerändert. Die gelblichen Jungblätter sind ebenfalls weißwollig überzogen und werden schnell dünn sowie glänzend.
- Die sehr großen Blätter sind fünflappig und stark gebuchtet. Die Stielbucht ist U-förmig geöffnet. Das Blatt ist spitz gesägt. Die Zähne sind im Vergleich der Rebsorten groß. Die Blattoberfläche (auch Blattspreite genannt) ist rau blasig.
- Die konus- bis walzenförmige Traube ist groß, geschultert oder verzweigt und dichtbeerig. Die rundlichen Beeren sind mittelgroß und schwarzblauer Farbe. Die Reben sind dickschalig und das Mostgewicht meist hoch.

Carignan reift fast 30 Tage nach dem Gutedel. Sie gilt somit als spät reifend. Der späte Austrieb bewahrt sie vor Spätfrostgefährdung. Die wuchskräftige Sorte erbringt gleichmäßig hohe Erträge. Auf mageren Böden in Hanglage liegt der Ertrag bei niedrigen 30–70 hl/ha. In fruchtbaren Ebenen schnellt der Ertrag jedoch auf bis zu 200 hl/ha. Eine strenge Ertragsregulierung ist zur Erzielung hoher Qualität unerlässlich.
Sie ist stark anfällig gegen den Echten Mehltau und gegen den Falschen Mehltau und neigt aufgrund der Dichtbeerigkeit zu Rohfäule.
Das rissige Holz der Traubenstiele macht große Schwierigkeiten bei der maschinellen Ernte sowie bei zu starkem Wind.
Am besten gedeiht sie im Bereich des Mittelmeerklimas. Besondere Weine bringen wenige alte Rebstöcke in kargen Lagen hervor, wo die Konzentration des an sich schwachen Aromas bei längerer Lagerung tiefgründige Weine mit fruchtigen Anklängen, oftmals von Pflaumen und Feigen, ergibt. Die Zwetschgennoten fallen dann weicher und feinduftiger aus als z. B. typischerweise bei einem Barbaresco.

## Wein
Die Erträge sind sehr gut, der Wein ist dunkel, tanninreich und säurereich, mit wenig Aroma. Die Traube wird oft in Verschnittweinen verwendet. Carignan ist unter dem Namen Mazuelo neben dem Garnacha einer der beiden Verschnittpartner des Tempranillo bei der Herstellung der Rioja-Weine. Im Languedoc ist die Traube in fast allen Weinen vertreten, wird aber in ihrem Anteil beständig verringert und durch Syrah und Cinsaut ersetzt, die aromareicher und feiner sind.

## Synonyme
Weitere 103 Namen sind für die Rebsorte bekannt: Axina de Spagna, Babonenc, Babounenc, Blaue Shopatna, Blaue Sopatna, Blauer Carignan, Blauer Carignant, Boi Dur, Bois de Fer, Bois Dur, Bois Dure, Bova Murru, Bovale, Bovale di Spagna, Bovale Grande, Bovale Grande di Spagna, Bovale Grosso, Bovale Mannu, Bovale Murru, Bovali Mannu, Bove Duro, Bove Duro di Signa, Bove Duro di Spagna, Cafalan, Cagnolaro, Cagnolaro Tinto, Calignan, Carignan, Carignan Crni, Carignan Frances, Carignan Mouillan, Carignane, Carignane Mouilla, Carignane Noir, Carignane Noire, Carignane Violette, Carignanne, Carignano, Carignano di Carmignano, Carignant, Carignena, Carinano, Carinena, Carinena Mazuela, Carinena Negra, Catalan, Cencibal, Ciliegiolo, Concejon, Corcejon, Crignane, Crinana, Crujillon, Crusillo, Garignano, Girard, Girarde, Grenache du Bois, Grenache du Bois Dur, Karignan, Karinian, Karinjan, Karinyan, Kek Carignan, Legno Duro, Legno Duro di Portoferraio, Manuelo Tinto, Manzuela, Marocain, Mataro, Mazuela, Mazuela Comun, Mazuela de Regadio, Mazuelo, Mollard, Monastrell, Monestel, Moraiola Maggiore, Mostaia, Mounesteou, Nieddera, Nudo Corto, Pinot d'Evora, Pinot Evara, Plan d'Espagne, Plant d'Espagne, Plant de Ledenon, Pokovec, Pokovez, Quattro Rappe, Roussillonen, Samso, Samso Crusillo, Sanso, Sopatna Blau, Tintiglia, Tintilia, Tintillosa, Tintillu, Tintirella, Tinto Mazuela, Uva di Spagna, Zinzillosa.